# Jocelin Winthrop-Young
Jocelin Slingsby Winthrop Young (* 25. Oktober 1919 in Heversham, Westmorland; † 8. Februar 2012 in Heiligenberg (Salem), Baden-Württemberg) war ein britischer Pädagoge, Internatsleiter und Offizier der Royal Navy. Er war Mitgründer und erster Leiter des griechischen Internats Anavryta Experimental Lyceum sowie Gründer der internationalen Schulvereinigung Round Square. Zwischen 1948 und 1958 war er Privatlehrer des späteren griechischen Königs Konstantin II.

## Leben

### Kindheit, Jugend und Militärdienst
Winthrop Young wurde 1919 als Sohn der Bergsteiger Geoffrey Winthrop Young und Eleanor Winthrop Young geboren. Er besuchte die Schule Schloss Salem in Deutschland, die von dem Reformpädagogen Kurt Hahn gegründet worden war. Nach der Machtübernahme der Nationalsozialisten unterstützten Youngs Eltern Hahns Flucht nach Großbritannien. Dort wurde Gordonstoun School in Schottland gegründet, an der Winthrop Young seine Schulausbildung fortsetzte.
Dort war er unter anderem Mitschüler von Prinz Philip von Griechenland und Dänemark. Die gemeinsame Fahrt mit dem Schulschiff Henrietta nach Norwegen weckte bei Winthrop Young eine lebenslange Leidenschaft für das Segeln.
Nach dem Ausbruch des Zweiten Weltkriegs trat er in die Royal Navy ein, wo er den Rang eines Lieutenant Commander erreichte und an den Landungen in der Normandie teilnahm.

### Tätigkeit in Griechenland
Nach Kriegsende arbeitete er zunächst bei Imperial Chemical Industries in Birmingham. Auf Vorschlag Kurt Hahns reiste er 1948 nach Griechenland, um dort Kronprinz Konstantin zu unterrichten. Gemeinsam mit dem griechischen Königshaus gründete er 1949 das Anavryta Experimental Lyceum, dessen erster Schulleiter er wurde.
1953 beteiligte sich Winthrop Young an einem internationalen Hilfsprojekt zum Wiederaufbau nach dem Erdbeben von Kefalonia. Über 100 Schüler aus acht Ländern – darunter auch von Gordonstoun, Salem und Anavryta – errichteten in Argostoli ein Altersheim für betroffene Bewohner. Dieses Projekt gilt als Vorläufer der internationalen Schulvereinigung Round Square.
Für seine Verdienste in Griechenland wurde er 1960 zum Officer of the Order of the British Empire ernannt.

### Gründung der Round Square
Ab 1962 erstellte Winthrop Young gemeinsam mit Roy McComish eine Liste von Schulen, die auf den Prinzipien Kurt Hahns basierten. 1966 lud er anlässlich des 80. Geburtstags Hahns die Leiter mehrerer dieser Schulen nach Salem ein, wo unter Vorsitz von König Konstantin II. die Gründung einer Schulkonferenz beschlossen wurde.
Die erste Konferenz der Round Square fand 1967 in Gordonstoun statt. Zu den Gründungsschulen gehörten neben Gordonstoun und Salem auch Anavryta, Box Hill, Aiglon College und Abbotsholme. Die Konferenz etablierte sich als internationale Bildungsvereinigung, die auf den sechs Idealen Hahns basiert: internationale Verständigung, demokratisches Denken, Führungsverantwortung, persönlicher Einsatz, Abenteuergeist und Umweltschutz.
1980 wurde im Rahmen der Round Square das Round Square International Service (RSIS)-Programm ins Leben gerufen.
Winthrop Young war von 1964 bis 1974 als Internatsleiter und Campusleiter in Salem tätig. Bis 1992 blieb er aktiver Geschäftsführer der Round Square.
Er starb im Alter von 92 Jahren in Heiligenberg bei Salem.

## Auszeichnungen
- Officer of the Order of the British Empire (1960)
- Kommandeur des griechischen Ordens der Heiligen Georg und Konstantin